# Хайдусобосло
Ха́йдусо́босло (венг. Hajdúszoboszló) — город на востоке Венгрии, входящий в состав медье Хайду-Бихар, находящийся в 18 километрах от административного центра Дебрецен, третий по количеству жителей в медье Хайду-Бихар.

## Местоположение
В восточной части Венгрии, недалеко от украино-венгерской границы, в 202 км от Будапешта и в 21 км от второго по величине города Венгрии — Дебрецен — находится город Хайдусобосло. В настоящее время это один из самых популярных бальнеологических курортов страны.

## История
Обезлюдевший после нашествия турок город возродился благодаря Иштвану Бочкаи/Bocskai Istvan. В сентябре 1606 г. трансильванский князь, конный памятник которому установлен в центре города, на площади Героев, дал здесь земли (а тем самым и дом) семистам гайдукам за их заслуги в борьбе, которую вели против Габсбургов, за независимость.
Поворотный момент в жизни города Хайдусобосло настал 26 октября 1925 года, когда на северо-востоке от города, с глубины 1090 метров, на поверхность вырвался природный газ, принесший с собой термальную воду коричневатого цвета, с температурой 75 С, необыкновенным ароматом, обладающей неповторимым составом.

## Термальные источники
Под руководством геолога Ференца Паваи-Вайны (его бюст установлен в парке купальни) на окраине города проводились работы по поиску природного газа. Во время бурения одной из скважин из неё с невероятной силой вырвалось наружу «горячее золото» — коричневатая лечебная вода со специфическим запахом, имеющая уникальный состав. Разумеется, её лечебные свойства проявилось позже, когда женщины, регулярно стиравшие одежду в канавах и ямах, где стекала горячая вода, обратили внимание на то, что мучившие их на протяжении многих лет боли в суставах стали стихать.
Воду стали изучать бальнеологи, химики, врачи, в результате чего началось развитие известного во всей Европе курорта. Исследования также показали, что вода содержит битум, а также значительное количество тяжелых металлов, например: титан, ванадий, медь, цинк, барий и др. К этому времени на территории Европы было открыто достаточно горячих источников, и люди уже поняли их целебную силу, поэтому обнаружение нового источника было как нельзя кстати. При исследовании воды было установлено, что температура в источнике достигает 75 °C.
Местные термальные лечебные воды благоприятно воздействуют на организм и с успехом применяются в бальнеотерапии. На курорт приезжают лечить хронические воспаления суставов, артроз, хондроз, невралгия и неврит, миалгия, хронический аднексит, бесплодность, экзема, псориаз, пруриго, реабилитация параличей и спортивных травм.
Привлекательность курорта заключается не только в большом количестве термальных источников, но и в особенностях местного микроклимата, обусловленного большим количеством солнечных дней в году (число солнечных часов в год достигает 2000) и благоприятным влиянием воздуха, насыщенного испарениями солей йода с огромной водной поверхности многочисленных водоемов, превышающей 5,5 га, и которые питаются источником.
В центре города более 75 лет назад построен самый большой водолечебный комплекс в Венгрии, занимающий территорию 25 га. 

## Достопримечательности
Одна из главных достопримечательностей Венгрии — Хортобадьская степь (пуста), находится всего лишь в нескольких километрах от Хайдусобосло.
В парке перед пляжем «Колольный дом»/Haranghaz (Золтан Рац) выступает как архитектурное обрамление необычным, изготовленным из сплава алюминия колоколам — здесь собрана уникальная коллекция — около полсотни разнообразных колоколов. Супружеская пара Эдит Оборзил и Тибор Енэи запатентовали метод отлива колоколов. Эта коллекция колоколов является даром Эдит Оборзил, родившейся в Хайдусобосло.
В городе много музеев, например, музей архитектуры и быта, Гайдацкий музей народного творчества, а также картинная галерея.
Храм Святого Ласло относится к 18 веку. Здесь находятся фрески, повествующие об истории открытия местных термальных вод.
Рядом с проспектом Силфакалья (Szilfakalja ut) греко-католическая община, насчитывающая всего несколько сотен прихожан, построила церковь в византийском стиле с использованием современных материалов.
В католической церкви (1776) на ул. Бочкаи (Bocskai u.) фрески рассказывают о развитии курорта. Кароль Войтыла, ставший впоследствии папой Иоанном Павлом II, побывал здесь в бытность свою епископом Кракова (†2005).
По соседству находится музей Бочкаи/Bocskai Muzeum, в котором можно увидеть, например, пастуший армяк, вышитые женские полушубки из овечих шкур, искусные кованые обивки для подвод, а также познакомиться с работами более двадцати современных художников-ремесленников города. А если какая-то вышивка, резьба по дереву, хлыст или кованое украшение вам особенно понравятся, можно лично обратиться к мастеру.
На площади Кальвина (Kalvin ter) находится реформатская церковь, построенная на фундаменте XV века. Её крепостная стена является, пожалуй, самым значительным архитектурным памятником города.
Одна из главных достопримечательностей Венгрии — Хортобадьская степь (пуста), находится все лишь в нескольких километрах от Хайдусобосло. Это самый большой национальный парк Венгрии, где сохранены уникальный животный и растительный мир.

## Население
| Год  | Численность | Численность |
| ---- | ----------- | ----------- |
| 2013 | 23 988      | [ 4 ]       |
| 2014 | 24 005      | [ 5 ]       |
| 2018 | 23 873      | [ 6 ]       |
| 2021 | 24 175      | [ 7 ]       |
| 2022 | 23 174      | [ 8 ]       |
| 2023 | 23 475      | [ 9 ]       |
| 2024 | 23 918      | [ 2 ]       |

## Города-побратимы
- Бад-Дюрхайм, Германия (16 августа 1989)[10]
- Дзержонюв, Польша (26 сентября 2015)[10]
- Кежмарок, Словакия (14 июля 1994)[10]
- Ланшкроун, Чехия (18 октября 2013)[10]
- Тырнэвени, Румыния (3 июня 1991)[10]